# Fuerza Aérea Argentina
Die Fuerza Aérea Argentina (FAA) sind die Luftstreitkräfte der Republik Argentinien und die zweite von drei Teilstreitkräften der Streitkräfte Argentiniens. Sie wird von Brigadegeneral Xavier Isaac geführt und ist mit 12.900 Angehörigen, davon zwei Drittel Soldaten (Stand 2022), zwar in Bezug auf den Personalbestand größer als die des benachbarten Chiles, gegenüber der Fuerza Aérea de Chile ist ihre Ausrüstung jedoch veraltet.

## Geschichte

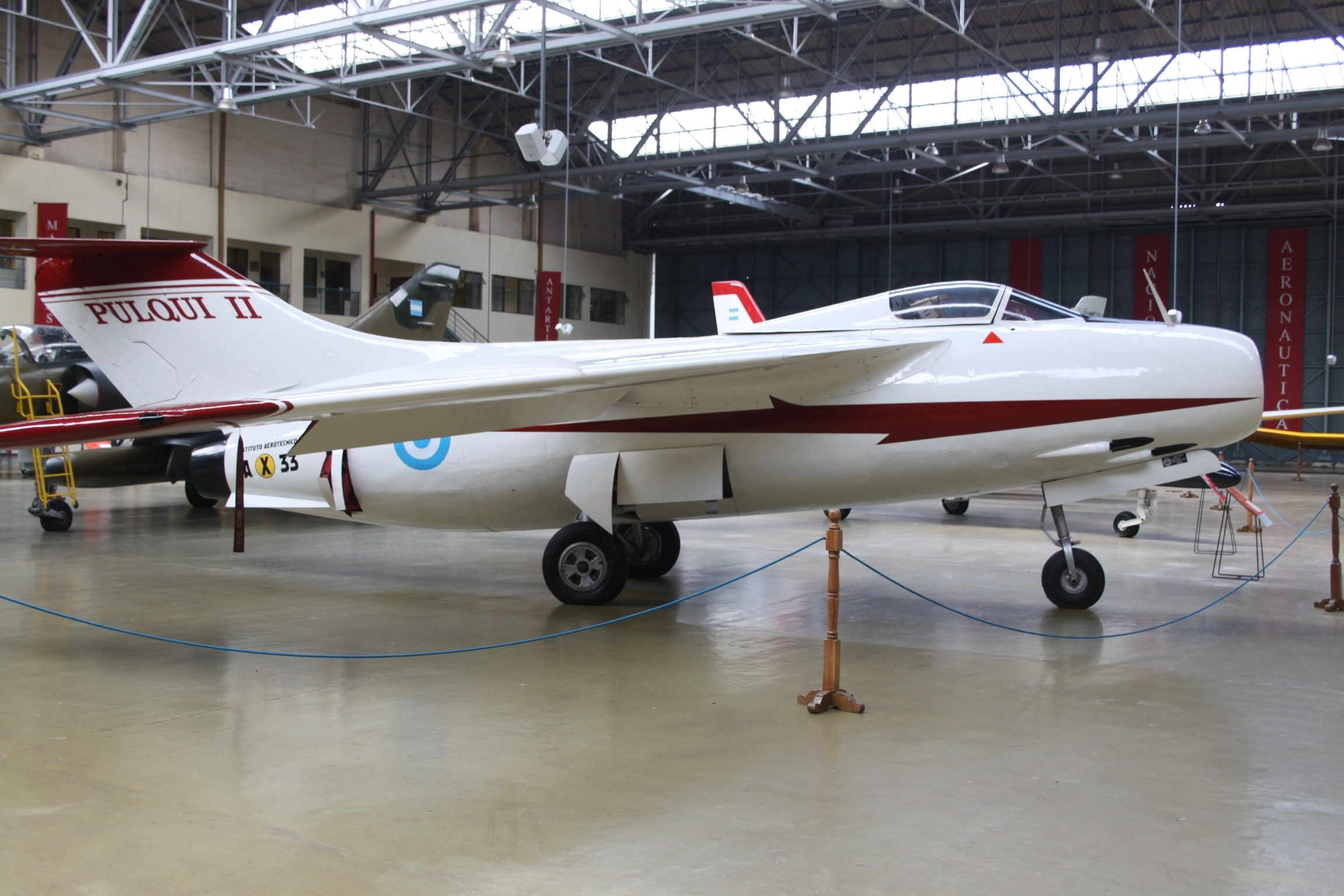
Der argentinische Strahljäger FMA Pulqui II

Die Geschichte der militärischen Luftfahrt Argentiniens reicht bis ins 19. Jahrhundert zurück, als ein am 6. Juli 1866 im Tripel-Allianz-Krieg von den Brasilianern erbeuteter Ballon von Argentinien zur Feindbeobachtung erneut zum Einsatz gebracht wurde. Die erste ausschließlich der (zivilen und militärischen) Luftfahrt dienende Organisation war der am 13. Januar 1908 gegründete Aero Club Argentino. Als Vater der militärischen Luftfahrt des Landes galt in Folge Jorge Newbery, der durch Erkundungs- und Expeditionsflüge bekannt wurde. 1922 entstand in El Palomar der 'Flugstützpunkt Nummer I'.
Auch die 1920er standen weiter im Zeichen von Langstrecken- und Rekordflügen; in Córdoba entstanden 1926/7 die Fábrica Militar de Aviones und das 'Instituto Aérotecnico'.
Mit der Gründung des Comando en Jefe de Aeronáutica am 11. Februar 1944 begann in Argentinien der Aufbau einer eigenständigen Luftwaffe, und am 4. Januar 1945 kam es zur Gründung der Fuerza Aérea Argentina als unabhängiger und dritter Teilstreitkraft. Entscheidenden Anteil am Aufbau der FAA hatten nach dem Zweiten Weltkrieg deutsche Piloten und Entwickler. Zwischen 1948 und 1954 war das deutsche Fliegerass Adolf Galland Berater der argentinischen Luftwaffe unter dem damaligen Präsidenten Juan Perón. Der Flugzeugkonstrukteur Kurt Tank und sein Ingenieursteam waren von 1947 bis 1955 in Córdoba und entwickelte den Strahljäger FMA I.Ae. 33 Pulqui II. Nach dem Militärputsch gegen Juan Perón, an dem sich auch die Luftwaffe beteiligt hatte, verließen die deutschen Spezialisten aber wieder das Land. Die Luftwaffe war unter anderem an der Bombardierung der Plaza de Mayo (16. Juni 1955) beteiligt, bei der rund 300 Zivilisten ums Leben kamen.

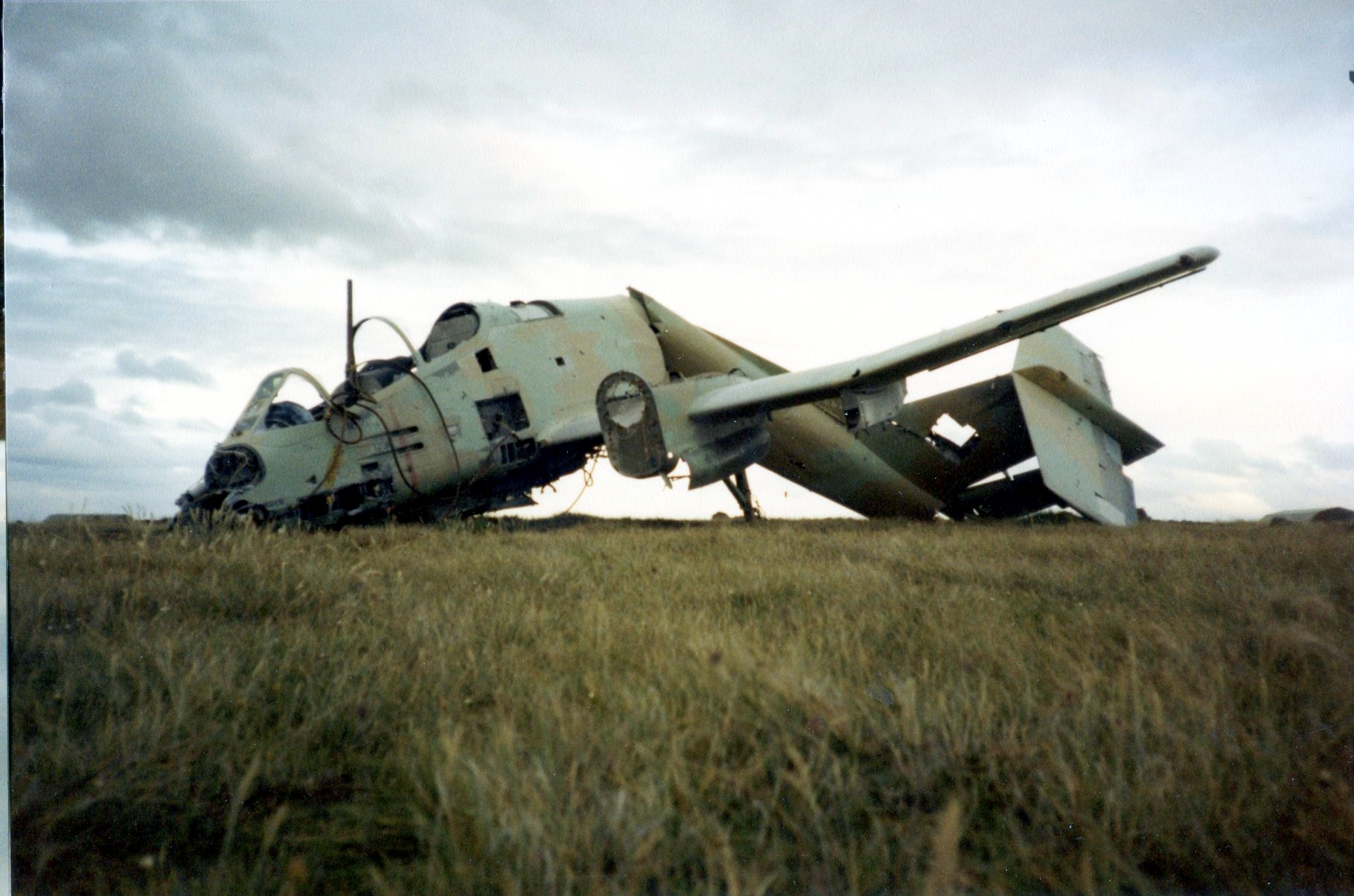
Eine auf den Falklandinseln verloren gegangene FMA IA 58 Pucará

In den 1950er Jahren begann die FAA in der Antarktis Flagge zu zeigen, und in der Folge kam es 1961 und 1969 zur Einrichtung zweier permanenter Stützpunkte, Matienzo und Marambio. 1976 putschten die argentinischen Streitkräfte unter Beteiligung der Luftwaffe erneut und regierten das Land de facto als Militärjunta. Stand die Antarktis in den 1970er Jahren noch weiter im Fokus Argentiniens, richtete die Militärdiktatur verstärkt das Interesse auf die Falklandinseln (Spanisch: Islas Malvinas), ein von Argentinien beanspruchtes Territorium des Vereinigten Königreiches.
Im Jahr 1982 begann die argentinische Militärjunta den Falklandkrieg. Aufgrund der nach der argentinischen Invasion im April 1982 durch Großbritannien verhängten Blockade der Inseln waren die Invasionstruppen größtenteils auf sich allein gestellt. Die FAA hatte einige Pucarás auf den Inseln stationiert, ihre Kampfjets und die der Marine konnten jedoch nur vom entfernten Festland aus eingesetzt werden, ein entscheidender Nachteil gegenüber den seegestützten Maschinen der Briten.
Dieser verlorene Krieg hatte lange spürbare Konsequenzen. Die meisten Kampf- und Transportmaschinen, die sich 2010 noch im aktiven Dienst befanden, stamm(t)en aus der Zeit von vor dem Krieg.
Seit dem Ende der Militärdiktatur kam die FAA bei einigen UNO-Friedensmissionen zum Einsatz, und zwar auf dem amerikanischen Kontinent, auf dem Balkan und Zypern, dem Mittleren Osten sowie in Afrika. Zudem durchliefen die gesamten argentinischen Streitkräfte in den Jahrzehnten nach der Militärdiktatur einen Transformationsprozess und es wurden zivilgesellschaftliche Kontrollinstanzen eingerichtet.
Eine ehemalige Short Skyvan der Fuerza Aérea Argentina kam 2023 als Museumsstück zurück ins Land. Das Frachttransport- und Passagierflugzeug diente während der Militärjunta zur Ermordung Oppositioneller, die im Flug aus dem Hecktor über dem Meer hinausgeworfen wurden, so dass deren Leiche spurlos verschwanden. 200 solcher Flüge sollen mit mehreren Short Skyvan stattgefunden haben. 2017 wurden zwei ehemalige Piloten zu lebenslangen Haftstrafen verurteilt, ein Dritter verstarb kurz vor der Urteilsverkündung.
Im Frühling 2015 wurden Verhandlungen mit China über den Kauf eines Kampfflugzeuges bekannt, verhandelt wurde über die Beschaffung des Chengdu J-10B oder des Chengdu FC-1. Im Sommer 2023 war noch immer kein neues Kampfflugzeug beschafft worden, aber der Verteidigungsminister Argentiniens weilte in Indien, um gemäß indischen Angaben über die Beschaffung von rund 15 HAL Tejas neben HAL Prachand-Kampfhubschraubern zu verhandeln, daneben ist noch immer der chinesisch / pakistanische FC-1 im Rennen sowie gebrauchte General Dynamics F-16. Bei einem Kauf von HAL Tejas müssten aber aufgrund eines britischen Handelsembargos seit dem Falklandkrieg noch rund 50 britische Komponenten inklusive des Schleudersitzes von Martin-Baker substituiert werden. Im Oktober desselben Jahres erlaubten der amerikanische Kongress und das Außenministerium den Verkauf von 24 gebrauchten F-16, nicht zuletzt um den Einfluss Chinas in Südamerika einzudämmen. Da die F-16 keine Komponente aus Großbritannien besitzt, kann der Kauf seitens Grossbritanniens auch nicht blockiert werden. Am 26. März 2024 konnte schließlich eine Absichtserklärung mit Dänemark zur Übernahme von General Dynamics F-16 unterzeichnet. werden.

## Ausrüstung
Die Fuerza Aérea Argentina verfügte Ende 2022 über folgende Waffensysteme:

### Flugzeuge
| Flugzeug                       | Foto           | Herkunft                    | Verwendung                                                | Version        | Aktiv          | Bestellt       | Anmerkungen                                                                      |
| Kampfflugzeuge                 | Kampfflugzeuge | Kampfflugzeuge              | Kampfflugzeuge                                            | Kampfflugzeuge | Kampfflugzeuge | Kampfflugzeuge | Kampfflugzeuge                                                                   |
| ------------------------------ | -------------- | --------------------------- | --------------------------------------------------------- | -------------- | -------------- | -------------- | -------------------------------------------------------------------------------- |
| A-4 Skyhawk                    |                | Vereinigte Staaten          | Jagdbomber                                                | A-4AR          | 24             |                |                                                                                  |
| IA 63 Pampa                    |                | Argentinien                 |                                                           |                | 8              |                |                                                                                  |
| Flugzeuge für Spezialmissionen |                |                             |                                                           |                |                |                |                                                                                  |
| Learjet 35                     |                | Vereinigte Staaten          | Elektronische KampfführungAufklärungsflugzeug             |                | 1              |                |                                                                                  |
| Lockheed P-3CLockheed P-3N     |                | Vereinigte Staaten          | SeeaufklärungsSuche und Rettung in Luft- und Seenotfällen |                |                | 31             | Für 67 Mio. US-Dollar werden die 4 Maschinen aus norwegischen Beständen gekauft. |
| Tankflugzeuge                  |                |                             |                                                           |                |                |                |                                                                                  |
| KC-130                         |                | Vereinigte Staaten          | Tankflugzeug                                              | KC-130H        | 2              |                |                                                                                  |
| Transportflugzeuge             |                |                             |                                                           |                |                |                |                                                                                  |
| C-130 Hercules                 |                | Vereinigte Staaten          | Transportflugzeug                                         | C-130HL-100    | 5              |                |                                                                                  |
| C-390 Millennium               |                | Brasilien                   | Transportflugzeug                                         |                |                |                | Die Anschaffung von 6 Exemplaren ist geplant.                                    |
| Fokker F28                     |                | Niederlande                 | TransportflugzeugGeschäftsreiseflugzeug                   |                | 2              |                |                                                                                  |
| Boeing 737                     |                | Vereinigte Staaten          | TransportflugzeugGeschäftsreiseflugzeug                   |                | 2              |                |                                                                                  |
| Boeing 757                     |                | Vereinigte Staaten          | Geschäftsreiseflugzeug                                    | B-757-VVIP     | 1              |                | Neues Präsidentenflugzeug. 2023 geliefert.                                       |
| Aero Commander 500             |                | Vereinigte Staaten          | Transportflugzeug                                         |                | 3              |                |                                                                                  |
| Beechcraft King Air            |                | Vereinigte Staaten          | Transportflugzeug                                         | King Air 200   | 2              |                |                                                                                  |
| Saab 340                       |                | Schweden                    | Transportflugzeug                                         | 340B           | 4              |                | [ 14 ] [ 15 ]                                                                    |
| Schulflugzeuge                 |                |                             |                                                           |                |                |                |                                                                                  |
| FMA IA 63 Pampa                |                | Argentinien                 | Schulflugzeug                                             |                | 18             |                |                                                                                  |
| EMB 312 Tucano                 |                | Brasilien                   | Schulflugzeug                                             |                | 14             |                |                                                                                  |
| G 120TP                        |                | Deutschland                 | Schulflugzeug                                             |                | 7              |                |                                                                                  |
| A-4 Skyhawk                    |                | Vereinigte Staaten          | Schulflugzeug                                             | OA-4AR         | 3              |                |                                                                                  |
| T-6                            |                | Vereinigte Staaten/ Schweiz | Schulflugzeug                                             | T-6+           | 12             |                |                                                                                  |
| Beechcraft King Air            |                | Vereinigte Staaten          | Schulflugzeug                                             | King Air 200   | 1              |                |                                                                                  |
| Hubschrauber                   |                |                             |                                                           |                |                |                |                                                                                  |
| Bell 212 / Bell 412            |                | Vereinigte Staaten          | Mehrzweckhubschrauber                                     |                | 13             |                |                                                                                  |
| MD 500                         |                | Vereinigte Staaten          | Mehrzweckhubschrauber                                     |                | 9              |                |                                                                                  |
| SA-315 Lama                    |                | Frankreich                  | Mehrzweckhubschrauber                                     |                | 4              |                |                                                                                  |
| Bell 407                       |                | Vereinigte Staaten          | Mehrzweckhubschrauber                                     | Bell 407 GXi   |                | 6              | Setzte sich als Ersatz für den SA-315 Lama gegen den H125 Écureuil durch.        |
| Sikorsky UH-60                 |                | Vereinigte Staaten          | VIP-Hubschrauber                                          | S-70A          | 1              |                |                                                                                  |
| Sikorsky S-76                  |                | Vereinigte Staaten          | VIP-Hubschrauber                                          | S-76B          | 2              |                |                                                                                  |

### Ehemalige Luftfahrzeuge

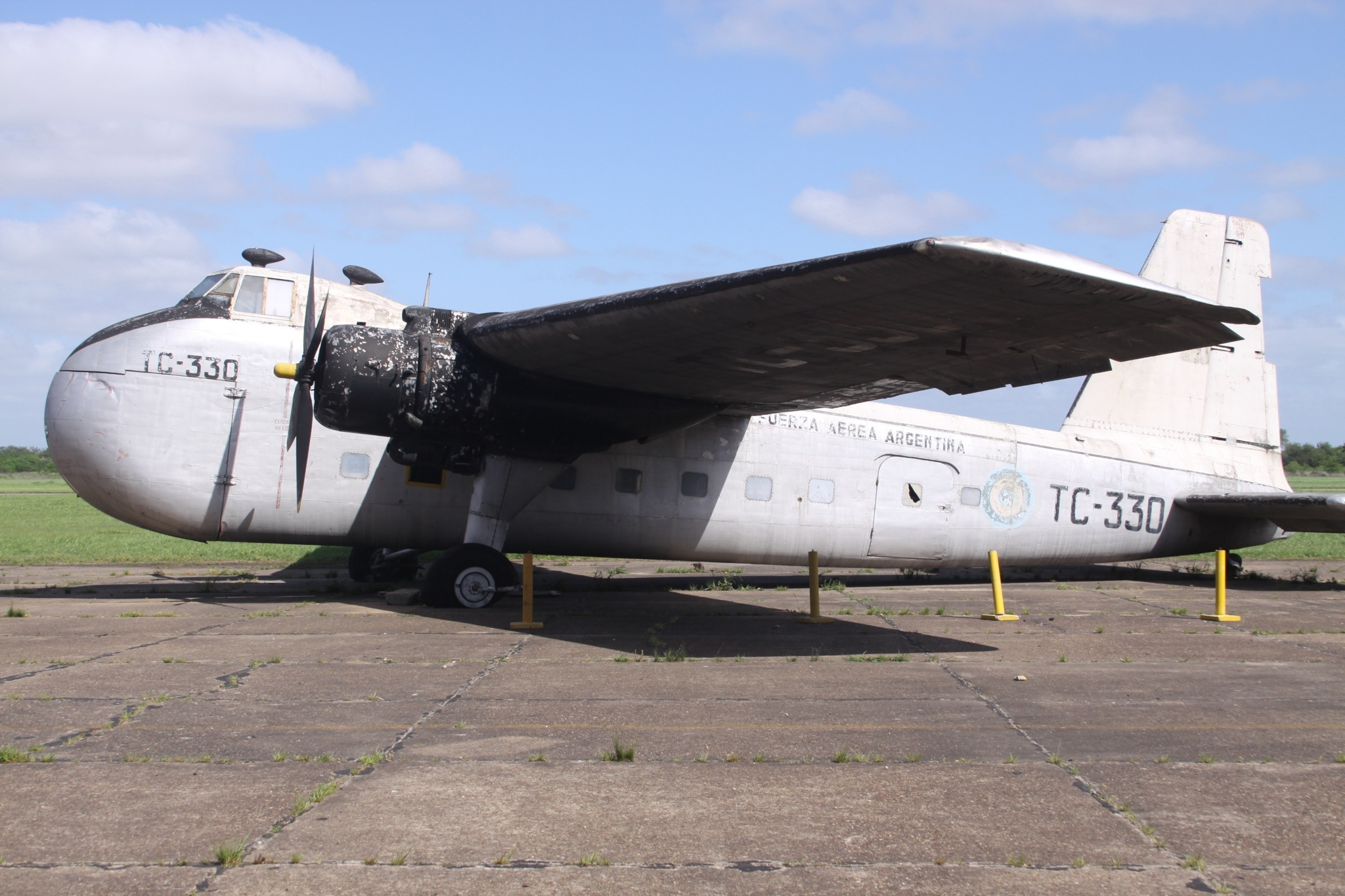
Transporter Bristol 170 der argentinischen Luftstreitkräfte

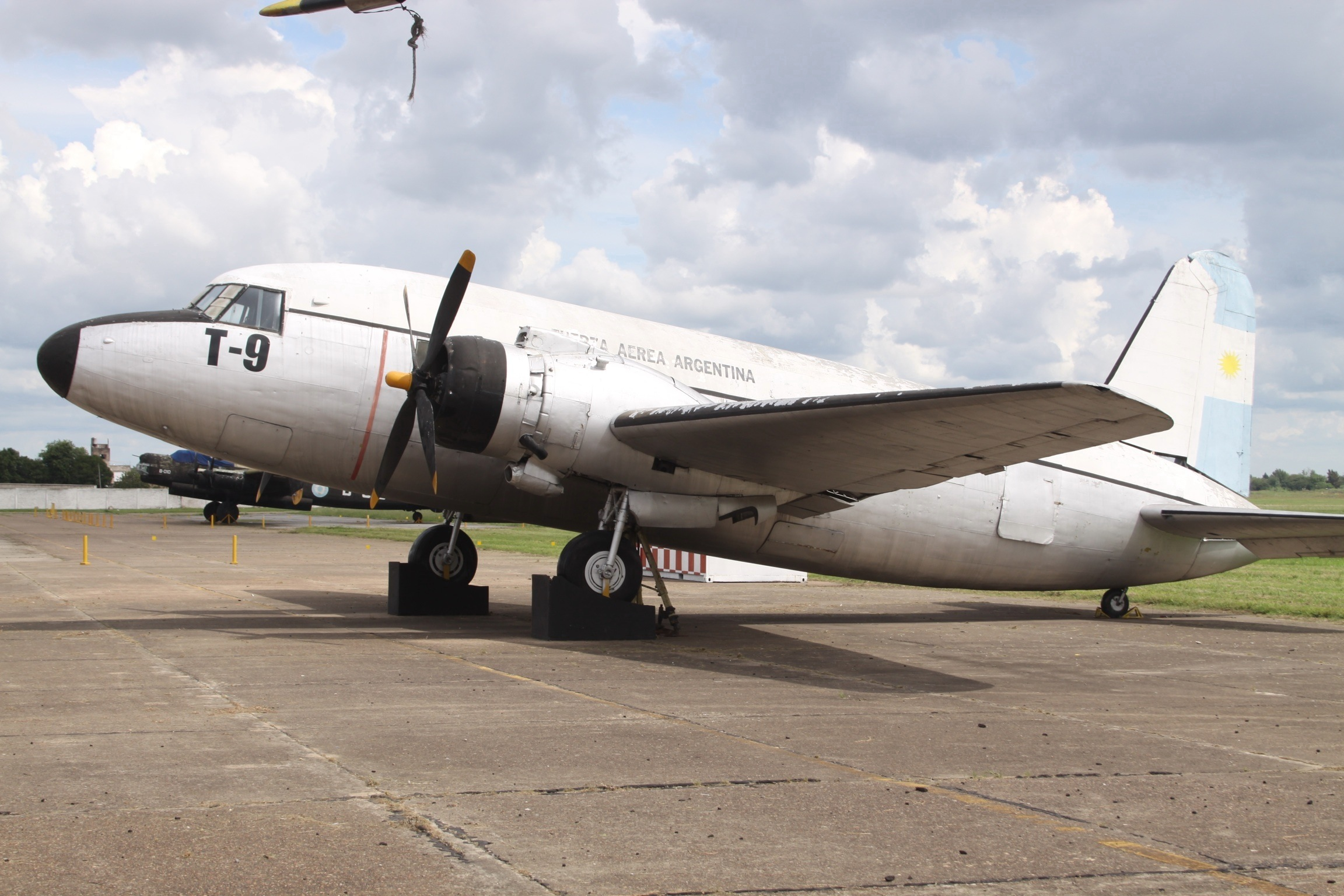
Transporter Vickers Viking der argentinischen Luftstreitkräfte

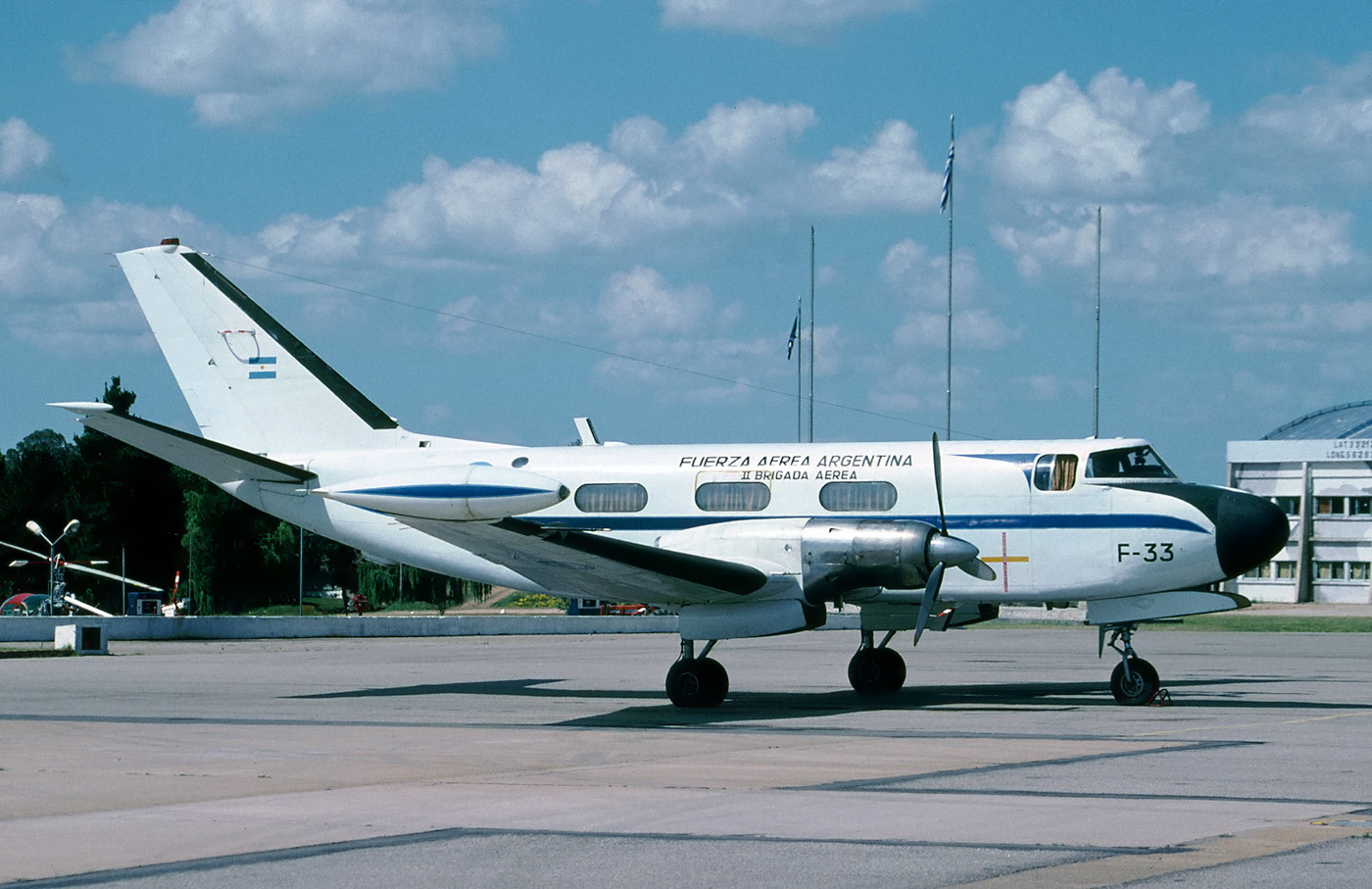
FMA I.A. 50 Guarani II der argentinischen Luftstreitkräfte

Zuvor wurden unter anderem auch folgende Luftfahrzeugtypen eingesetzt:
- Airspeed AS 65 Consul
- Avro Lancastrian
- Avro Lincoln
- Beechcraft 18
- Beechcraft Bonanza
- Boeing 707
- Bristol 170
- De Havilland DH.104 Dove
- de Havilland Canada DHC-2 Beaver
- de Havilland Canada DHC-3 Otter
- de Havilland Canada DHC-6 Twin Otter
- Douglas DC-3
- Douglas DC-4
- Douglas DC-6
- Fairchild Swearingen Metro/Merlin IV
- FMA I.Ae. 33
- FMA I.A. 50 Guarani II
- FMA IA 58 Pucará
- Fokker F-27 Friendship
- Fokker F28 Fellowship
- Hawker Siddeley HS 748
- Junkers Ju 52/3m
- Max Holste Broussard
- Mil Mi-8
- Piper PA-31[18]
- Sud Aviation Caravelle
- Short Skyvan[6]
- Vickers Viking

### Waffensysteme
Flugabwehrwaffen:
- 86× Rh 202 ()
- 2× GDF-001 mit Skyguard ()

Luft-Luft-Raketen:
- AIM-9 L Sidewinder ()
- R.550 Magic ()
- Shafrir 2 ()

## Stützpunkte

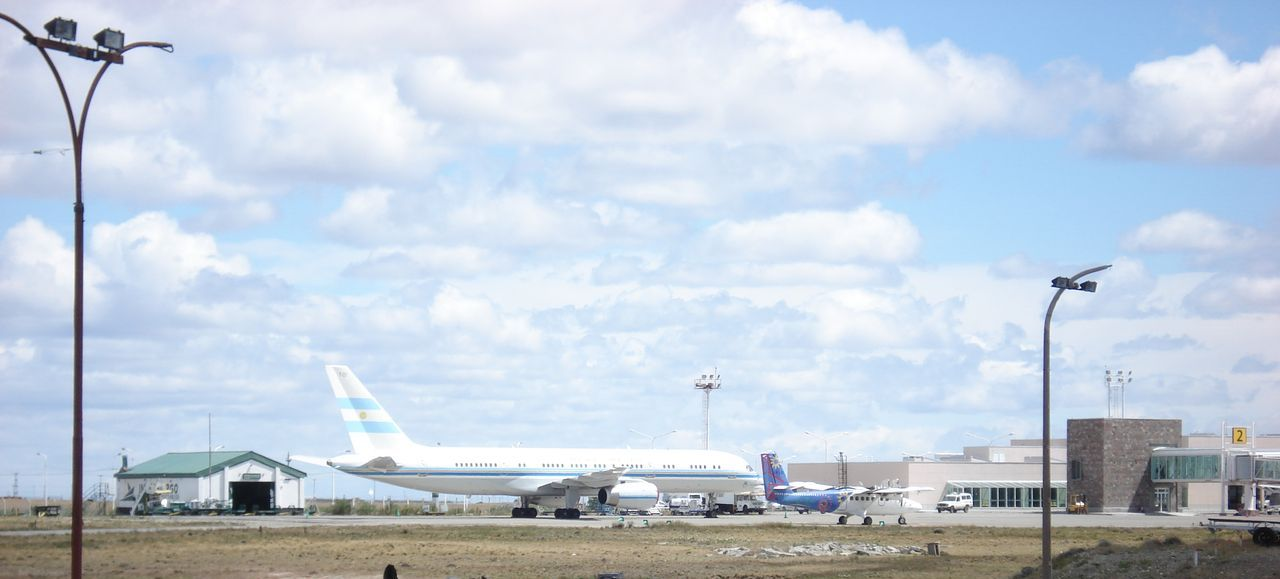
Die argentinische Air Force One in Rio Gallegos

Die FAA hat auf folgenden Flugplätzen fliegende Verbände stationiert; bis auf der dem Ausbildungskommando (Comando de Educación) unterstehenden Flugschule in Córdoba unterstehen die Plätze dem Einsatzführungskommando (Comando de Operaciones Aéreas).
- Base Aérea Militar El Palomar, El Palomar, Provinz Buenos Aires, Iª Brigada, Transportfliegerbasis (C-130, F28)
- Base Aérea Militar Paraná, Paraná, Provinz Entre Ríos, IIª Brigada, Transportfliegerbasis (Learjet, Cessna 182)
- Base Aérea Militar Reconquista, Reconquista, Provinz Santa Fe, IIIª Brigada Aérea, Basis für Erdkampfflugzeuge und Transportflugzeuge (EMB-312, Bell 412EP, Cessna 182)
- Base Aérea Militar El Plumerillo, Mendoza, Provinz Mendoza, IVª Brigada Aérea, Platz für Fortgeschrittenen-Trainer und Basis der Cruz del Sur Kunstflugstaffel (FMA IA 63 Pampa, SA315, Su-29)
- Base Aérea Militar Villa Reynolds, Villa Reynolds, Provinz San Luis, Vª Brigada, Kampfflugzeugbasis (A-4)
- Base Aérea Militar Tandil, Tandil, Provinz Buenos Aires, VIª Brigada Aérea, Kampfflugzeugbasis (FMA IA 63 Pampa)
- Base Aérea Militar Moreno, José C. Paz, Provinz Buenos Aires, VIIª Brigada Aérea, Hubschrauberstützpunkt (Bell 212/412, MD500, Mi-171)
- Base Aérea Militar Comodoro Rivadavia, Comodoro Rivadavia, Provinz Chubut IXª Brigada, Transportfliegerbasis (Saab 340)
- Escuela de Aviación Militar Córdoba, Córdoba, Provinz Córdoba, Trainings- und Flugversuchszentrum (diverse Flugzeugtypen)

Hinzu kommen einige weitere Stützpunkte wie
- Base Aérea Militar Mar del Plata, Mar del Plata, Provinz Buenos Aires
- Base Aérea Militar Río Gallegos, Río Gallegos, Provinz Santa Cruz
- Base Aérea Militar Morón, Morón, Provinz Buenos Aires

In der Antarktis betreibt die FAA Basen, die auch anderen staatlichen Behörden Argentiniens zur Verfügung stehen.
- Base Antártica Marambio
- Base Antártica Matienzo

Weitere Einheiten des Ausbildungs- und der übrigen Kommandos sowie weiterer Dienststellen befinden sich an anderen Standorten.
Zu erwähnen ist noch die Flugbereitschaft des Staatspräsidenten, Agrupación Aérea Presidencial, die sich auf die Flugplätze El Palomar und Buenos Aires-Jorge Newbery verteilt.

## Zwischenfälle
In Auszügen werden hier Unfälle von Flugzeugen der argentinischen Luftstreitkräfte aufgeführt.
- Am 30. November 1946 stürzte eine Vickers Viking 1 der argentinischen Luftstreitkräfte (Luftfahrzeugkennzeichen T-1) am Flughafen Buenos Aires-El Palomar (Argentinien) ab, als die Maschine nach Triebwerksproblemen zur Landung zurückkehrte und es dabei zum Kontrollverlust kam. Von den 18 Insassen kamen 5 ums Leben, alle drei Besatzungsmitglieder und 2 Passagiere.[19]

- Am 21. Juli 1947 gewann eine Douglas DC-4/C-54A-1-DO der argentinischen Luftstreitkräfte (T-44) beim Startversuch vom Flughafen Buenos Aires-El Palomar keine Höhe und raste in eine Zuschauergruppe, die einen Formationsflug anlässlich eines Feiertags beobachten wollte. Von den 19 Insassen kamen 14 ums Leben, außerdem wurden drei Zuschauer am Boden getötet.[20]

- Am 31. August 1949 fiel an einer Bristol 170 Freighter Mk. IA der argentinischen Luftstreitkräfte (T-39) ein Triebwerk aus. Bei der Notlandung auf der Ruta Nacional 7 nahe dem Militärflugplatz Buenos Aires-Moron (Argentinien) kollidierten beide Tragflächen mit Gebäuden. Das Flugzeug blieb auf dem Rücken liegen und wurde irreparabel beschädigt. Alle vier Besatzungsmitglieder, die einzigen Insassen, überlebten den Unfall.[21][22]

- Am 25. Oktober 1949 musste mit einer Bristol 170 Freighter Mk. IA der Fuerza Aérea Argentina (T-28) aufgrund mechanischer Probleme bei Bolson de Burruyacú (Argentinien) eine Notlandung durchgeführt werden. Dabei prallte die Maschine gegen einen Baum und schlug auf abschüssigem Gelände auf. Von den neun Insassen kamen 6 ums Leben, je 3 Besatzungsmitglieder und Passagiere. Das Flugzeug wurde zerstört.[23][24]

- Am 27. September 1950 wurde eine Vickers Viking 1B der Fuerza Aérea Argentina (T-8) auf dem Flughafen Buenos Aires-El Palomar durch einen Brand zerstört. Personen kamen nicht zu Schaden.[25]

- Am 18. September 1951 stürzte eine Bristol 170 Freighter Mk. IA der Fuerza Aérea Argentina (T-37) auf einem nächtlichen Übungsflug 2 Kilometer von Rafael Castillo (La Matanza) (Argentinien) entfernt ab. Die Maschine war auf dem 5 Kilometer entfernten Militärflugplatz Buenos Aires-Moron gestartet. Alle 4 Besatzungsmitglieder, die einzigen Insassen auf dem Trainingsflug, kamen ums Leben.[26][27]

- Im August 1953 (genaues Datum unbekannt) verunglückte eine Bristol 170 Freighter Mk. IA der Fuerza Aérea Argentina (T-41) an einem unbekannten Ort in Argentinien. Nähere Einzelheiten sind derzeit nicht verfügbar. Über Personenschäden ist nichts bekannt.[28][29]

- Am 4. Mai 1956 verunglückte eine Vickers Viking 1B der Fuerza Aérea Argentina (T-91) bei einer Notlandung auf dem Flughafen Buenos Aires-El Palomar nach einem Triebwerksausfall. Von den 9 Insassen kamen drei der vier Besatzungsmitglieder ums Leben.[30]

- Am 12. August 1958 wurde eine Douglas DC-3/C-47B-40-DK der Fuerza Aérea Argentina (T-19) direkt nach dem nächtlichen Start vom Flughafen Trelew (Argentinien) durch eine Steilkurve ins Gelände geflogen. Durch diesen CFIT (Controlled flight into terrain) wurden alle 12 Insassen getötet.[31]

- Am 16. Oktober 1958 verunglückte eine Avro Lancastrian C.4 der Fuerza Aérea Argentina (T-66) bei der Landung auf dem Flughafen La Paz/El Alto (Bolivien) und ging in Flammen auf. Von den 12 Insassen kamen 3 ums Leben, ein Bordmechaniker und 2 Passagiere.[32]

- Am 7. August 1959 wurde eine Vickers Viking 1B der Fuerza Aérea Argentina (T-92) am Flughafen Buenos Aires-El Palomar bei einem Unfall irreparabel beschädigt. Über Personenschäden ist nichts bekannt.[33]

- Am 11. Dezember 1960 verunglückte eine Avro Lancastrian C.4 der Fuerza Aérea Argentina (T-102) bei schlechtem Wetter im Anflug auf den Flughafen Buenos Aires–El Palomar (Argentinien) 8 Kilometer von San Andrés de Giles entfernt. Alle 31 Insassen, Besatzungsmitglieder und Passagiere, wurden getötet. Es war der letzte bekannt gewordene Totalschaden und der mit Abstand schwerste Unfall einer Lancastrian, mit den meisten Todesopfern.[34]

- Am 16. November 1962 wurde eine Douglas DC-4/C-54A-1-DC der Fuerza Aérea Argentina (TC-46) in die Flanke des 1180 Meter hohen Berges Cerro Gaital (Panama) geflogen. Das Flugzeug kam vom Flughafen Managua. Bei diesem CFIT (Controlled flight into terrain) wurden alle 10 Besatzungsmitglieder, die einzigen Insassen, getötet.[35]

- Am 8. Mai 1964 wurde eine Douglas DC-4/C-54A-DO der Fuerza Aérea Argentina (T-47) bei schlechter Sicht im Anflug auf den Flughafen Lima (Peru) in eine Sanddüne geflogen. Durch diesen CFIT (Controlled flight into terrain) wurden von den 49 Insassen 46 getötet, sechs Besatzungsmitglieder und 40 Passagiere.[36]

- Am 3. November 1965 verunglückte eine Douglas DC-4/C-54G der Fuerza Aérea Argentina (TC-48) im Karibischen Meer querab von Puerto Limón (Costa Rica). Die Maschine befand sich auf einem Flug von der Howard Air Force Base in Panama zum Flughafen San Salvador. Nach einer Stunde Flug meldete die Besatzung ein Feuer im Triebwerk Nr. 3 (rechts innen), nachdem bereits Triebwerk 4 (rechts außen) ausgefallen war. Mit zwei Triebwerken konnte die Höhe nicht gehalten werden. Bei der eingeleiteten Suche konnten nur noch Teile von Flugzeug und Ausrüstung gefunden werden. Alle 68 Insassen, neun Besatzungsmitglieder und 59 Passagiere, kamen ums Leben.[37]

- Am 7. November 1968 schlug eine Douglas DC-6A/B der Fuerza Aérea Argentina (TC-55) 6 Kilometer vor der Landebahn am Flughafen Mar del Plata (Argentinien) auf und wurde irreparabel beschädigt. Alle 24 Insassen, Besatzungsmitglieder und Passagiere, überlebten den Unfall.[38]